# Cessna T303 Crusader
Cessna T303 Crusader (англ. Крестоносец) — американский лёгкий самолёт компании «Cessna».

## История
Cessna T303 Crusader совершил первый полёт 17 октября 1979 года, а первые поставки заказчикам были произведены в октябре 1981 года. В условиях падающего рынка было построено только 297.

## Конструкция
Cessna T303 Crusader — цельнометаллический шестиместный двухмоторный самолет с низкорасположенным крылом и убирающимся трехколесным шасси. Был оснащен новым серийным двухцилиндровым двигателем, спроектированный компанией Cessna.
Фюзеляж самолета был хорошо загерметизирован, что позволяло совершать полеты на высоте более 7000 метров. Салон был снабжен сидениями повышенной комфортности, отделывался кожей и деревом.
Cessna T303 Crusader оснащался полным набором электронного оборудования для полета по приборам. Высоко закрепленное хвостовое оперение и противоположно вращающиеся винты хорошо сказывались на управляемости этого самолета. 
В 1982 и 1983-м годах самолет был модернизирован — было установлено противообледенительное устройство, задняя перегородка кабины была смещена в хвостовую часть, что позволило увеличить место для размещения багажа и позволило разместить дополнительную грузовую дверь.

## Технические характеристики

### Общие характеристики
- Экипаж: 1 пилот
- Вместимость: 5 пассажиров
- Длина: 9,27 м
- Размах крыльев: 11,9
- Высота: 4,06 м
- Пустой вес: 1499 кг
- Полная масса: 2336 кг
- Запас топлива: 580 литров
- Силовая установка: 2 × Continental TSIO-520-AE / LTSIO-520-AE с турбонаддувом и воздушным охлаждением, плоские шестипоршневые двигатели , мощностью 250 л.с. (190 кВт) каждый
- Винты: 3-лопастные тянущие винты McCauley 3AF32C506 / 82NEB-8 и 3AF32C507 / L82NEB-8 с постоянной скоростью вращения, диаметром 6 футов 10 дюймов (2,08 м)

### Лётные характеристики
- Максимальная скорость: 401 км/ч
- Крейсерская скорость: 364 км/ч
- Дальность полета: 1889 км
- Практический потолок: 7600 м